# 黄土坎镇
黄土坎镇，是中华人民共和国辽宁省丹东市东港市下辖的一个乡镇级行政单位。

## 行政区划
黄土坎镇下辖以下地区：
黄土坎村、大顶山村、大黄旗村、赵家岭村、爱民村、扬名村、山河村、栾家村、沙碛村、李家岭村、吉盛村、石灰窑村和得胜村。